# Brandon Mychal Smith
Brandon Mychal Smith, född 29 maj 1989, är en amerikansk skådespelare, komiker, sångare, dansare och rappare, mest känd för rollerna som Bug Wendal i Gridiron Gang, Li'l Danny Dawkins i Phil från framtiden, Nico Harris i Sonnys chans och So Random!, Stubby i Starstruck och Lord of da Bling i Let It Shine.

## Filmografi

### Film
- Grind
- Gridiron Gang
- The Ron Clark Story
- Weapons
- Elle: A Modern Cinderella Tale
- Starstruck
- Let It Shine
- Sacrifice
- Get on Up
- Hoovey
- Dirty Grandpa
- The Most Hated Woman in America
- Rise of the Teenage Mutant Ninja Turtles: The Movie

### TV
- The District
- Kim Possible
- Unfabulous
- The Shield
- That's So Raven
- Phil of the Future
- Without a Trace
- Lucky Louie
- Bones
- All of Us
- Zoey 101
- Cory in the House
- The Forgotten
- Sonny with a Chance
- So Random!
- SNAP!
- You're the Worst
- One Big Happy
- Sweet/Vicious
- Rise of the Teenage Mutant Ninja Turtles
- Four Weddings and a Funeral